# Ernst Kjellander

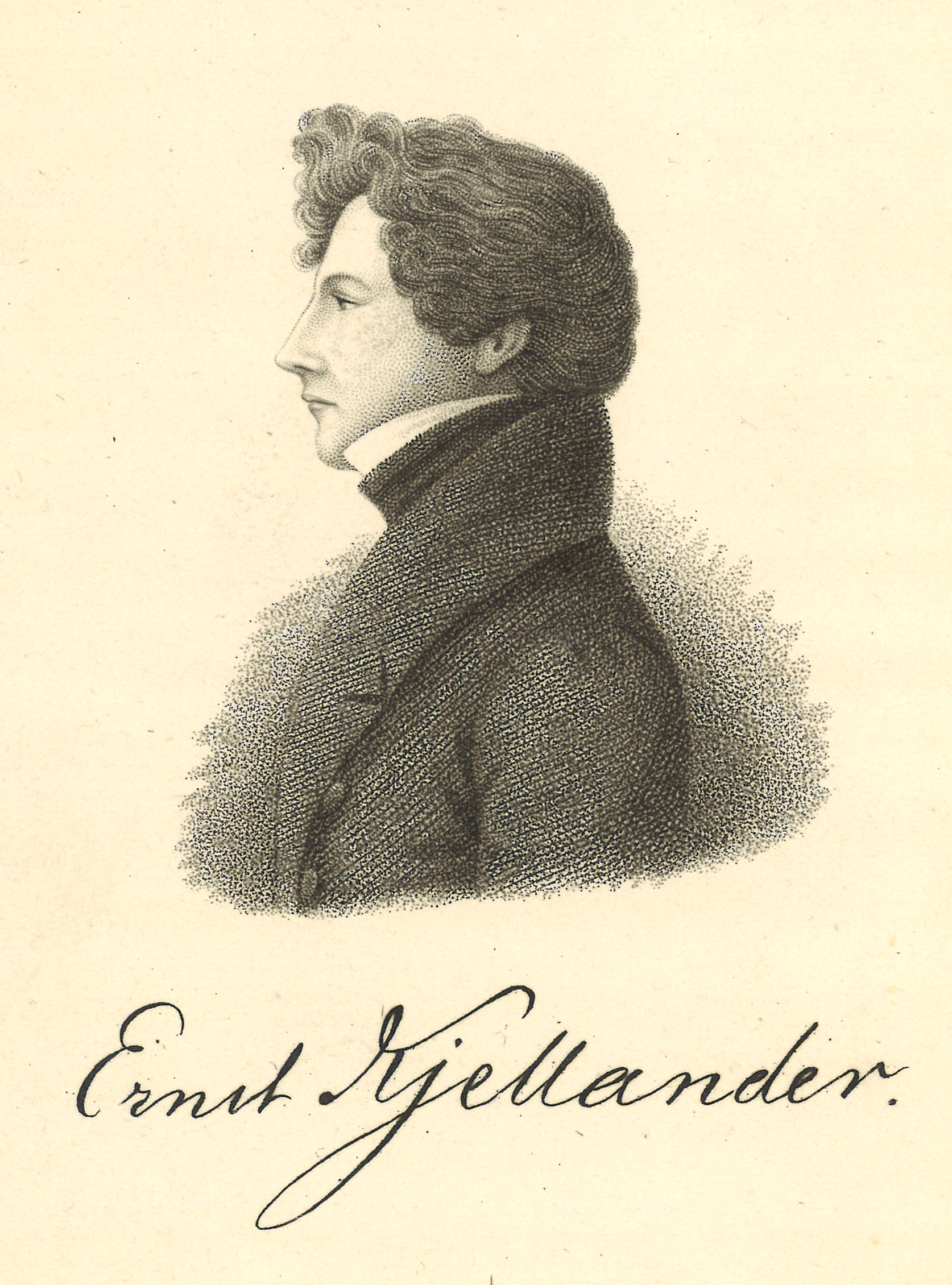
Ernst Kjellander på en litografi som publicerades i den postuma utgåvan av hans skrifter.

Ernst Jonas Fredrik Kjellander, född den 5 december 1812 i Valla i Vadsbo härad, död den 18 juni 1835 i Buonconvento utanför Siena i Italien, var en svensk filosof och poet.
Ernst Kjellander var son till Bengt Kjellander, överläkare vid Göta Kanal, och dennes hustru Anna Margaretha Strålin samt brorson till Jonas Kjellander. Fadern var systerson till Johan Henric Kellgren och hade själv verkat som poet (och som sådan vunnit pris av Svenska akademien). Han avled endast 35-årig 1816 varvid sonen Ernst kom att ensam växa upp med sin mor. Uppväxten ägde huvudsakligen rum i Skara där Kjellander gick i trivialskola och gymnasium. Han visade därvid tidigt stort intresse för studier och även poetisk ådra. Redan i nedre tonåren kunde han själv få arbete som privatlärare.
Kjellander inskrevs som 15-åring vid Uppsala universitet 1827. Här studerade han initialt främst antikens litteratur och professorn i detta ämne Josef Otto Höijer hörde till de akademiska lärare som särskilt uppmärksammade ynglingens begåvning. Samtidigt utvecklade Kjellander ytterligare sitt intresse för samtida diktning, inte minst Stagnelius, vars inflytande märks i hans egna dikter från denna tid. Till Kjellanders umgänge i Uppsala hörde flera andra litterärt intresserade och begåvade ynglingar, däribland Elias Wilhelm Ruda, Carl August Hagberg, Oscar Patric Sturzen-Becker och Bernhard Elis Malmström. En särskilt nära vänrelation hade Kjellander till den blivande historieprofessorn och ministern Fredrik Ferdinand Carlson, något som speglas i deras bevarade brevväxling. Kjellander var också en av favoriterna i Malla Silfverstolpes litterära salong.
Sedan hans mor gått bort 1830 kom Kjellander att alltmer inrikta sitt intresse mot religion och filosofi. Inom den senare vetenskapen studerade han samtida tänkare som Fichte, Schelling och Hegel. Efter att i december 1832 ha blivit filosofie kandidat disputerade Kjellander för magistergraden med den egenhändigt författade filosofiska avhandlingen De Notione Principii och promoverades i juni 1833.
Vid denna tid hade Kjellander själv vid dock börjat drabbas av försämrad hälsa med bland annat blodspottningar som symtom. En utrikes resa av hälsoskäl diskuterades men sköts tills vidare på framtiden och Kjellander arbetade under hösten 1833 i Uppsala på en aldrig fullbordad avhandling "Om den sköna konstens arter". Då hans hälsoläge inte förbättrades begav sig Kjellander och vännen Carlsson i juli 1834 på en europeisk resa med Rom som slutmål. Kjellanders hälsa syntes här först förbättras men försämrades sedan ånyo kraftigt under vintern och våren 1835. På läkarinrådan begav han sig i juni detta år från Rom till Siena, men avled innan han hunnit fram. Han begravdes på den protestantiska kyrkogården i Florens där vänner året efter lät resa en gravvård i form av en bruten kolonn.
Kjellanders dikter, vetenskapliga skrifter och ett urval av brev samt en inledande biografi publicerades av Carlsson 1842 under titeln Minnen af Ernst J.F: Kjellander. I en anmälan av boken skrev tidskriften Frey om Kjellander att denne varit "ett namn, som var ämnadt att blifva ett bland vetenskapens och den fosterländska bildningens rikaste och käraste". I Svenskt biografiskt handlexikon konstaterades att "[e]tt så kort lif som K:s kunde naturligtvis ej skänka annat än löften; men dessa voro af den rikaste art".